# Encephalartos munchii
Encephalartos munchii — вид голонасінних рослин класу саговникоподібні (Cycadopsida).
Етимологія: вшанування R.C. Munch із Зімбабве, відомого дослідника і колекціонера саговникоподібних.

## Опис
Рослини деревовиді; стовбур 1 м заввишки, 35 см діаметром. Листки довжиною 100—130 см, темно-зелені або синьо-зелені, напівглянсові; хребет зелене, прямий, жорсткий; черешок прямий, з 1–6 шипами. Листові фрагменти ланцетні; середні — 12–15 см завдовжки, 18–20 мм завширшки. Пилкові шишки 1–6, вузько яйцеподібні, блакитно-зелені, довжиною 40–65 см, 7–9 см діаметром. шишки 1–6, яйцеподібні, синьо-зелені, завдовжки 40–50 см, 15–20 см, діаметром. Насіння довгасте, завдовжки 25–30 мм, шириною 20–23 мм, саркотеста червона.

## Поширення, екологія
Цей вид відомий з центрально-західної частині Мозамбіку, де зростає на горі Зембе, близько 20 км на північний захід від Шімойо. Записаний від 1000 до 1100 м над рівнем моря. Чисельність населення повідомлялася як 17 дорослих особин в момент останньої оцінки в 2003 році, а пізніше повідомлялося, що, можливо, вид зник в дикій природі. Цей вид зустрічається на гранітному пагорбі під назвою гора Зембе. Зембе вкрита високою травою, вічнозеленими чагарниками і великими лісовими деревами.

## Загрози та охорона
Загрозою є збір для декоративних цілей.